# Henry John Blain Garzón
Henry John Blain Garzón (Sogamoso, 28 de junio de 1961) es un militar colombiano. Almirante de la Armada Nacional, sirvió como Jefe del Estado Mayor Conjunto de las Fuerzas Militares de Colombia entre agosto de 2014 y el 26 de diciembre de 2016

## Biografía
Nacido en Sogamoso en 1961, en junio de  1980 se graduó con el rango de Teniente de Corbeta de la Escuela Naval de Cadetes Almirante Padilla, en Cartagena.
Así mismo, es Máster en Seguridad y Defensa Nacional de la Escuela Superior de Guerra, la misma en la cual ocupó el primer puesto en el curso de Comando y Estado Mayor. Posee el título de Ingeniero Naval y de profesional en ciencias navales de la Escuela Naval Almirante Padilla, es diplomado en liderazgo y cultura organizacional del Instituto John F. Kennedy, posee una especialización en logística, obtenida en 2003, y un diplomado del Supply Chain Management en el 2005.
Entre los cargos que ha ocupado están los de Inspector General de las Fuerzas Militares de Colombia , Comandante de la Fuerza del Caribe, Comandante del Comando Específico de San Andrés y Providencia, comandante del Cuerpo de Guardacostas de Colombia , Comandante del Buque Escuela ARC 'Gloria', comandante de la Fragata Misilera ARC 'Caldas' y comandante del ARC 'Calima'. También sirvió como inspector general de la Armada Nacional, jefe de la Delegación ante la Junta Interamericana de Defensa y Representante Militar del Embajador ante la Organización de Estados Americanos, jefe de la Casa Militar de la Presidencia de la República, jefe de Estado Mayor del Comando Conjunto del Caribe, subdirector de la Escuela Naval Almirante Padilla y profesor de las Facultades de Ingeniería Electrónica y Ciencias Navales de la misma institución.
Ostentando el rango de vicealmirante y siendo inspector general de las Fuerzas Militares de Colombia, el Almirante Blain fue designado como jefe del Estado Mayor el 25 de agosto de 2014, en reemplazo de Javier Alberto Flórez, quien renunció al cargo para dedicarse a participar del proceso de paz con las FARC. el Almirante Blain ascendió en diciembre de 2014 al máximo grado en la Armada Nacional. 
Fue Jefe del Estado Mayor hasta diciembre de 2016, cuando fue reemplazado por Juan Carlos Salazar.